# El Puntal
|  | Aquest article tracta sobre el cim del Priorat. Vegeu-ne altres significats a «Puntal (desambiguació)». |

El Puntal és una muntanya de 1.006 metres que es troba al municipi de Cornudella de Montsant, a la comarca catalana del Priorat.